# Contraction utérine
Une contraction utérine est une contraction des muscles qui composent l'utérus. Elles sont généralement présentes dans le travail aboutissant à l'accouchement. L'utérus se contracte également lors des menstruations, mais les contractions sont moins intenses que lors d'un accouchement.

## Caractéristiques biochimiques
Leur mécanisme de déclenchement, probablement hormonal, est encore mal connu. Il met en jeu des protéines, comme l'actine et la myosine, ainsi que des hormones, comme l’ocytocine, qui stimule la contraction, ainsi que les œstrogènes et la progestérone.

## Caractéristiques cliniques
Lors d'un accouchement, la première phase du travail se reconnaît à la fréquence plus élevée des contractions, qui d'abord éloignées de 10 à 30 minutes, vont s’accélérer jusqu'au rythme d'une toutes les deux minutes. Leur durée augmente également, passant de 40 secondes à 70-90 secondes. Chaque contraction dilate davantage le col de l'utérus, jusqu'à ce qu'il atteigne environ 10 cm de diamètre. 
Les contractions de Braxton Hicks, ou fausses contractions, sont des contractions sporadiques et non efficaces.

## Mesure
On mesure généralement la fréquence et l'intensité des contractions pendant un monitoring foetal, à l'aide d'un cardiotocographe. L'intensité est en fait une pression et elle est mesurée en millimètres de mercure (mmHg).